# Jädraån
Jädraån rinner till större delen inom Gästrikland, men tar sin början i östra Dalarna. Ån rinner åt sydost och passerar Jädraås, Kungsfors, Järbo, Jäderfors och Högbo innan den mynnar ut i Storsjön i östra Sandviken. Storsjön avvattnas i sin tur av Gavleån, varför Jädraån räknas som ett av Gavleåns källflöden. Jädraåns avrinningsområde är 893 km², varav 70% är skogsmark. Medelflödet vid mynningen är 10 m³/s. 
Jädraån anses av länsstyrelsen vara ett skyddsvärt vattendrag då det har mycket höga naturvärden. Den övre delen är bitvis mycket orörd och har flera strömmar, hällar och våtmarksområden. I den nedre delen av ån finns forsar, nipor, raviner och meandring. Den nedre delen har även en rik flora och intressant djurliv med goda chanser att se både bäver och utter. Det finns även gott om fladdermöss kring ån.
Jädraån är rik på fisk, där finns gädda, abborre, mört, braxen, lake och i övre delen även harr och öring. Intressanta fåglar kan ses här, bland annat kungsfiskare och strömstare har rapporterats.